# Скрибнер (Небраска)
Скрибнер (енгл. Scribner) град је у америчкој савезној држави Небраска.

## Демографија
По попису из 2010. године број становника је 857, што је 114 (-11,7%) становника мање него 2000. године.
| Група             | 2000.       | 2010.       |
| Белци             | 954 (98,2%) | 820 (95,7%) |
| Афроамериканци    | 3 (0,3%)    | 4 (0,5%)    |
| Азијати           | 0 (0,0%)    | 6 (0,7%)    |
| Хиспаноамериканци | 9 (0,9%)    | 8 (0,9%)    |
| Укупно            | 971         | 857         |